# Farmos
Farmos is een plaats (község) en gemeente in het Hongaarse comitaat Pest. Farmos telt 3653 inwoners (2001).